# Новосухановка

Новосухановка (укр. Новосуханівка) — село, Новосухановский сельский совет, Сумский район, Сумская область, Украина.
Является административным центром Новосухановского сельского совета, в который не входят другие населённые пункты.

## Географическое положение
Село Новосухановка находится у истоков реки Сумка,
ниже по течению на расстоянии в 1,5 км расположено село Червоный Кут.
Рядом проходит автомобильная дорога Р-61.

## История
- Село Новосухановка известно с XVIII века.

В 1900 г. в селе был основан спиртзавод.
Население по переписи 2001 года составляло 811 человек.
В январе 2008 года было возбуждено дело о банкротстве находившегося здесь спиртзавода.

## Объекты социальной сферы
- Школа.

## Известные уроженцы
- Андриенко, Василий Прокофьевич — Герой Советского Союза.